# François Schuiten
Pour les articles homonymes, voir Schuiten.
Le baron François Schuiten (prononciation : « s’cueille-teun », [skœj.'tœn]), né le 26 avril 1956 à Bruxelles, est un auteur de bande dessinée et scénographe belge.
Il est rendu célèbre par les séries de BD fantastique Les Terres creuses, avec Luc Schuiten au scénario, et surtout Les Cités obscures, réalisée en collaboration avec le scénariste Benoît Peeters.

## Biographie
François Schuiten naît le 26 avril 1956 à Bruxelles,. Son père, Robert Schuiten, est un architecte très en vue à Bruxelles dans les années 1950-1960. Il est aussi le frère cadet de l’architecte Luc Schuiten.

### Premiers pas dans la BD (années 1970-1980)
François Schuiten publie sa première histoire, intitulée Mutation, dans l’édition belge de Pilote, alors qu’il a 16 ans. Il étudie à l’atelier de bande dessinée de l’Institut Saint-Luc de Bruxelles, animé par Claude Renard, fondateur de l'Atelier R. De 1977 à 1980, il collabore aux trois volumes du collectif Le 9e Rêve, d’où émergent les principaux artisans du renouveau de la bande dessinée belge.
En collaboration avec son frère aîné Luc Schuiten, il publie ses premiers récits dans Métal hurlant à partir de 1977. Ils sont recueillis en 1981 dans l’album Carapaces, dans la collection « Pied jaloux » des éditions Les Humanoïdes associés. Parallèlement, il lance dans la même revue, en 1979, Aux médianes de Cymbiola, en collaboration avec Claude Renard, avec lequel il produit également Le Rail, en 1981. Les albums sortent respectivement en 1980 et 1982.
Selon Thierry Groensteen, dès ses débuts en albums, Schuiten réussit à « imposer un univers fantasmatique d’une rare cohérence », variation autour de motifs invariables (la construction, le vol, etc.), témoignant « de l’impérieuse nécessité d’une œuvre qui ne doit rien à l’opportunisme et qui se développe selon une logique interne plus ou moins consciemment maîtrisée ».
En 1983, il entame une longue collaboration avec son ami Benoît Peeters lorsque paraît dans la collection « (À suivre) », aux éditions Casterman, Les Murailles de Samaris, la première histoire de la série Les Cités obscures.
Cette série se situe dans un univers parallèle au nôtre, mais avec de nombreux passages vers le monde réel. Traduite en une dizaine de langues, la série Les Cités obscures a obtenu de nombreux prix, dont le Grand prix Manga au Japan Media Arts Festival en 2013.
En 1984, il co-dessine Les Machinistes avec Claude Renard aux Humanoïdes associés. Nouvel album chez le même éditeur en 1989, Plagiat, avec Alain Goffin. En 1991, il retrouve Casterman et Benoît Peeters pour un one-shot dessiné par Anne Baltus.

### Diversification (années 1990-2000)
Il se concentre durant les années 1990 sur Les Cités obscures pour des histoires désormais publiées directement en album par Casterman, mais se diversifie aussi, expérimentant dans différents médias.
De 1989 à 1993, il travaille avec Maurice Benayoun sur Les Quarxs, une des toutes premières séries animées en images de synthèse 3D. Il illustre aussi une adaptation de La Princesse au petit pois dans Il était une fois… en 1995.

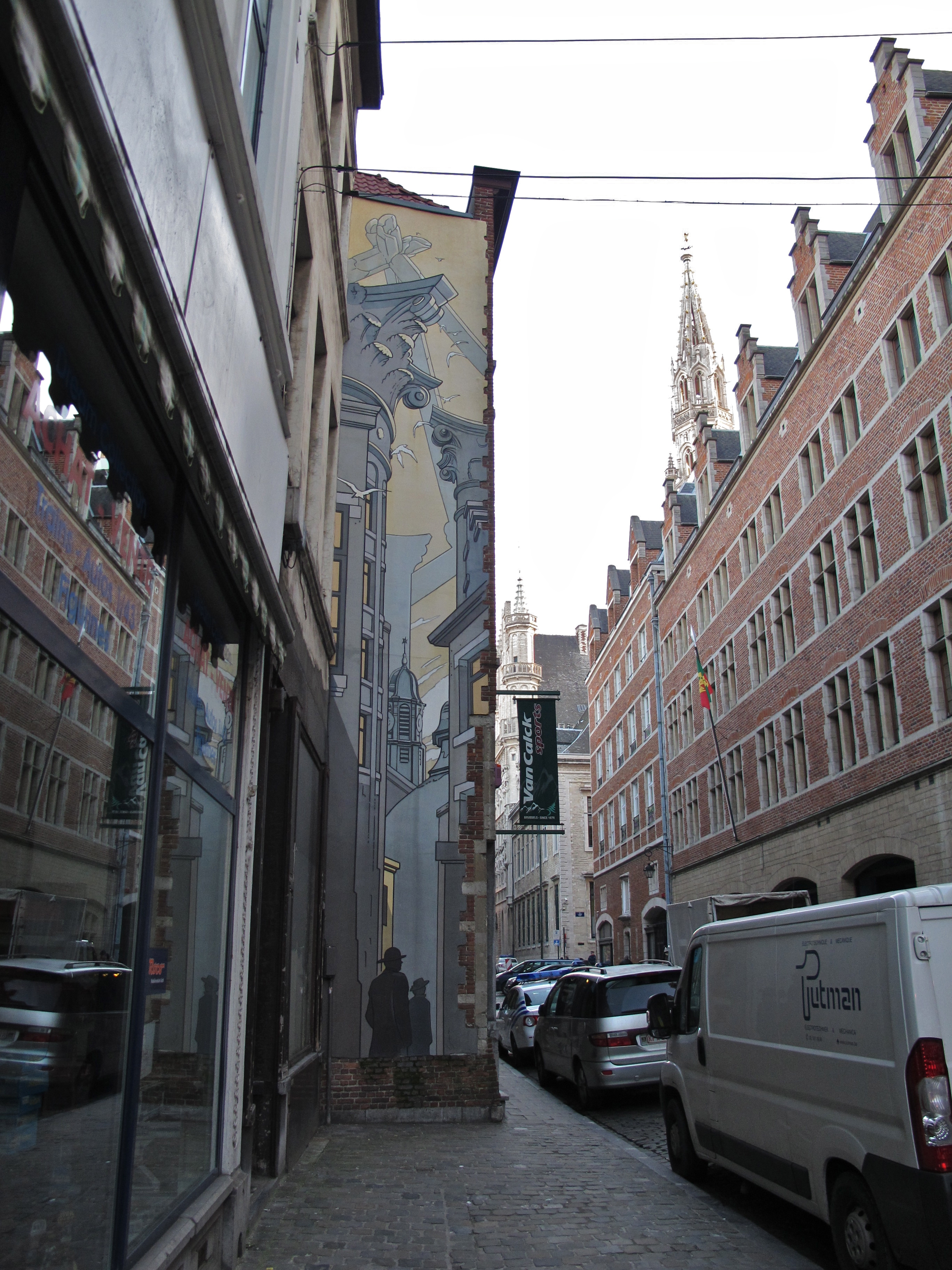
En 1995, Le Passage, rue du Marché au Charbon (vue vers la Grand' Place) au centre de Bruxelles

Il collabore également à la conception visuelle de cinq films :
- Gwendoline de Just Jaeckin (1984)
- Toto le héros de Jaco Van Dormael (1991)
- Taxandria de Raoul Servais (1994)
- The Golden Compass de Chris Weitz (2007)
- Mr Nobody de Jaco Van Dormael (2009)

Avec Benoît Peeters, il a coscénarisé deux documentaires-fiction :
- Le Dossier B. de Wilbur Leguebe (1995), édité en DVD par Les Impressions nouvelles
- L'Affaire Desombres (2002), musique de Bruno Letort, édité en DVD par Casterman.

Dans la bande dessinée, il écrit et dessine en 2004 Les Chevaux de Lune puis retrouve Benoît Peeters pour signer La Maison Autrique. Toujours avec Peeters, il réalise le livre illustré Les Portes du possible.

### Confirmation (années 2010)

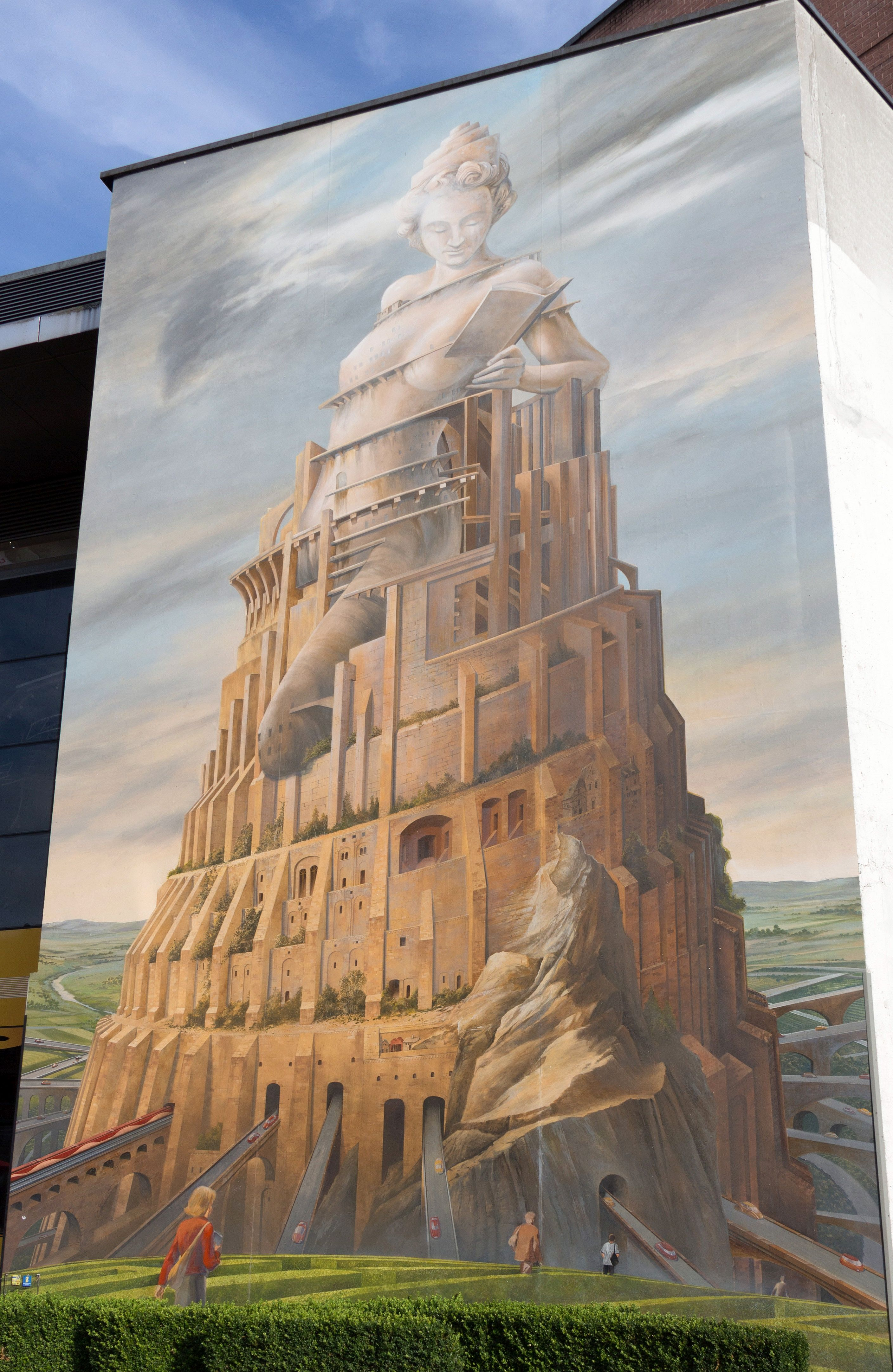
En 2010, La Tour infinie, Grand Place à Louvain-la-Neuve

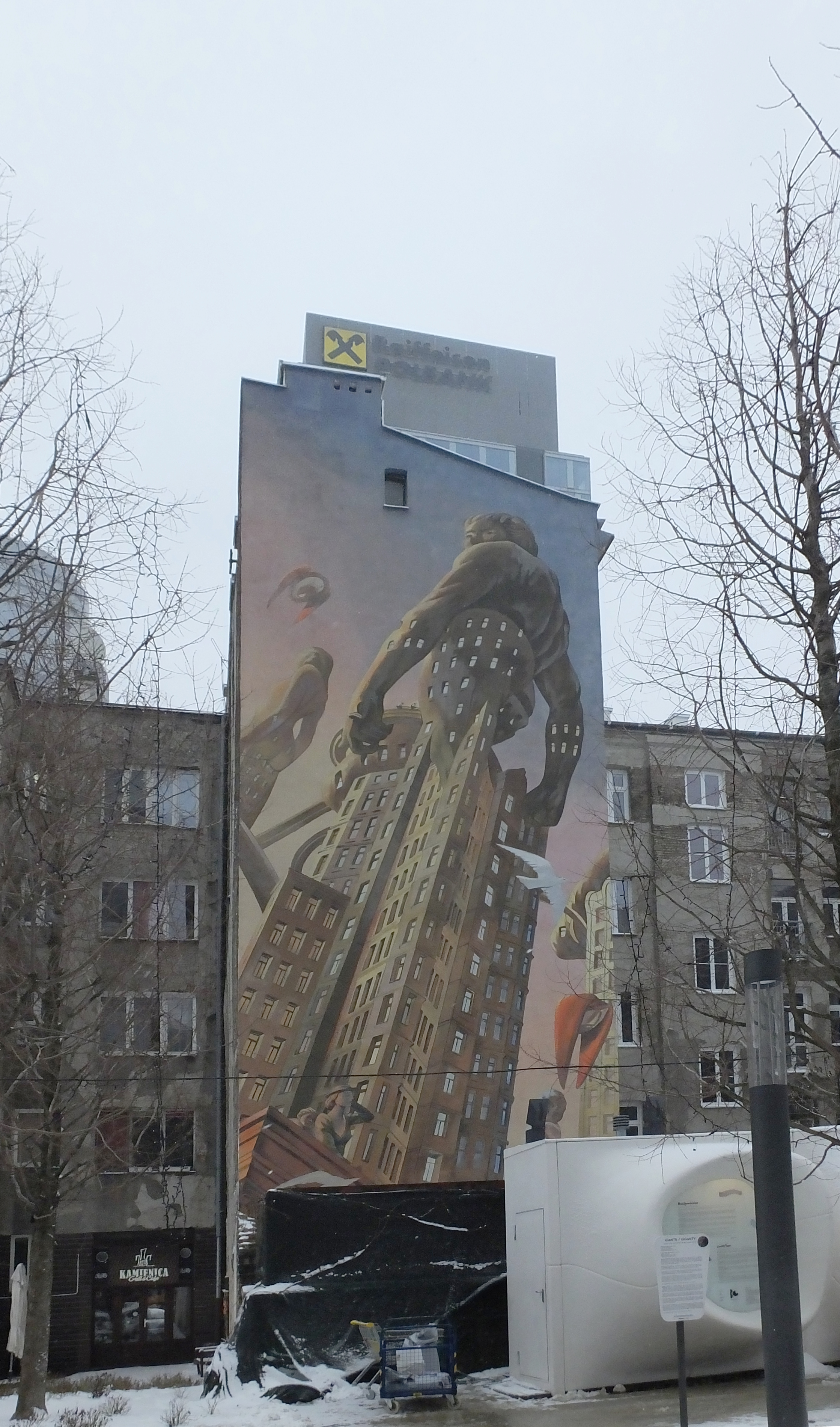
Peinture murale, 71 rue Grzybowska (Varsovie).

En 2012, Schuiten écrit et dessine le one-shot en noir et blanc d'anticipation, La Douce.
La même année, pour la sixième fois, il achève la conception visuelle d'un film : Mars et Avril, de Martin Villeneuve, tiré des photo-romans du même nom. La première mondiale de ce film a eu lieu au 47e Festival international du film de Karlovy Vary en République tchèque dans la catégorie « Another View », qui présente des films faisant preuve d’une approche artistique hors du commun. Il travaille avec son collègue Benoît Sokal, à la conception visuelle d’un long métrage d’animation fantaisiste, Aquarica, dont la réalisation a été confiée à Martin Villeneuve,.
En mars 2013, à l’occasion des 30 ans des Cités obscures, et : « Afin de protéger ses travaux de l'usure du temps et de l'argent », François Schuiten fait don de 80 % de ses planches originales à des institutions françaises et belges: la BnF, le musée de la BD d’Angoulême, la Fondation Roi Baudouin, la Maison Autrique (commune de Schaerbeek), le Centre de l’Image de La Louvière, et le Centre belge de la bande dessinée (CBBD) de Bruxelles. Son éditeur, Casterman, précise dans un communiqué, qu’ainsi : « L'auteur résout tout problème de succession future, et s'assure de la pérennité d'impressions de qualité de ses ouvrages, par-delà les évolutions technologiques ». Ce don, du vivant de l’auteur, est perçu comme exceptionnel, par les milieux de la bande dessinée.
Entre 2014 et 2016, il réalise avec Benoît Peeters le diptyque Revoir Paris.
Fin 2015, il cofonde le HIP Institute (Heritage-Innovation-Preservation), partie prenante de « ScanPyramids », un projet scientifique international d’exploration de pyramides égyptiennes.
En 2017, il écrit pour Benoît Sokal la première partie du diptyque fantastique Aquarica.
En 2016-2017, le Musée des Arts et Métiers présente l'exposition Machines à dessiner, autour du cycle des Cités obscures, qui s'est conclu en 2009 avec un douzième tome.
En 2015, il entame le dessin d’un album de Blake et Mortimer intitulé Le Dernier Pharaon, sur un scénario de Thomas Gunzig et Jaco Van Dormael, dont la sortie a lieu en juin 2019. La mise en couleur est réalisée par le graphiste Laurent Durieux. L'élaboration de cet album a demandé quatre ans de travail.
En mai 2019, Schuiten annonce qu'il met fin à sa carrière dans la bande dessinée.
En 2020, il est recruté parmi la Red Team, un groupe de dix auteurs de science-fiction chargés de faire de la prospective pour le ministère des Armées en imaginant « les futures crises géopolitiques et ruptures technologiques impliquant les militaires », afin de défendre la « souveraineté de la France », en tant qu'illustrateur de l'ensemble des travaux,.
En août 2023, avec Jim, il signe un livre hommage à son chien disparu qui le suivait absolument partout.
En octobre de la même année, sort Le Retour du capitaine Nemo, un album illustré (avec Benoît Peeters au scénario), consacré à l’œuvre de Jules Verne, à l’univers maritime et à la ville d’Amien. Y apparaît une créature hybride fantastique : le Nauti-Poulpe, dont un projet de sculpture en bronze (de 10 m de long et 7 m de haut) doit voir le jour dans la ville, en face de la Halle Freyssinet de Amiens. Le lieu d’implantation initial de la sculpture, sur l’esplanade de la gare, en vue de la maison de Jules Verne, a dû être abandonné pour des raisons techniques, au profit du site de la Halle Freyssinet.
Ce récit s’inscrit dans le cycle des Cités obscures, sans toutefois être une bande dessinée à proprement parler.

## Autres réalisations

### Scénographie
François Schuiten a réalisé plusieurs scénographies, dont La ville imaginaire (Cités-Ciné Montréal), Le Musée des Ombres (présenté successivement à Angoulême, Sierre, Bruxelles et Paris), le Pavillon du Grand-Duché de Luxembourg à l'Exposition Universelle de Séville, le gigantesque Pavillon des Utopies (A planet of visions) qui a accueilli cinq millions de visiteurs à l'Exposition Universelle de Hanovre en l'an 2000, de même que le pavillon belge à l'Exposition de Aichi en 2005.
Il a scénographié l'opéra de Rossini, La Cenerentola, présenté à La Monnaie à Bruxelles et à l'Opéra de Lyon, de même qu'un spectacle itinérant de chevaux autour des performances de Mario Luraschi.

### Aménagement intérieur et extérieur

#### Stations de métro

##### Bruxelles
François Schuiten a conçu la décoration de la station de métro Porte de Hal à Bruxelles, intégrant des tramways de taille réelle, des reliefs peints et des peintures murales en trompe-l’œil.

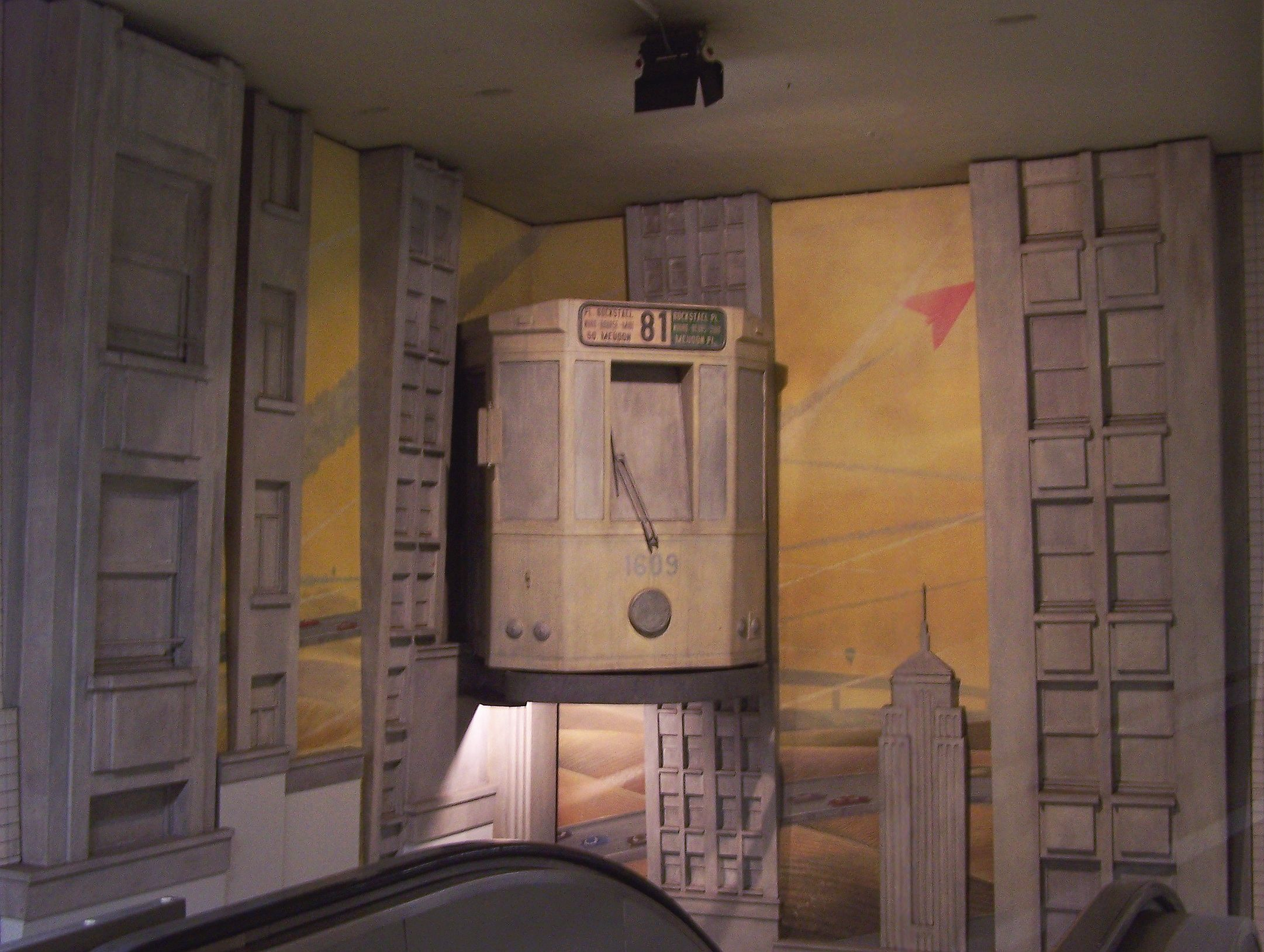
Le Passage inconnu (Métro Porte de Hal à Bruxelles).

##### Paris
La station de métro Arts et Métiers sur la ligne 11 de la RATP (réseau de transport parisien) : recouverte de cuivre avec des hublots montrant des inventions.

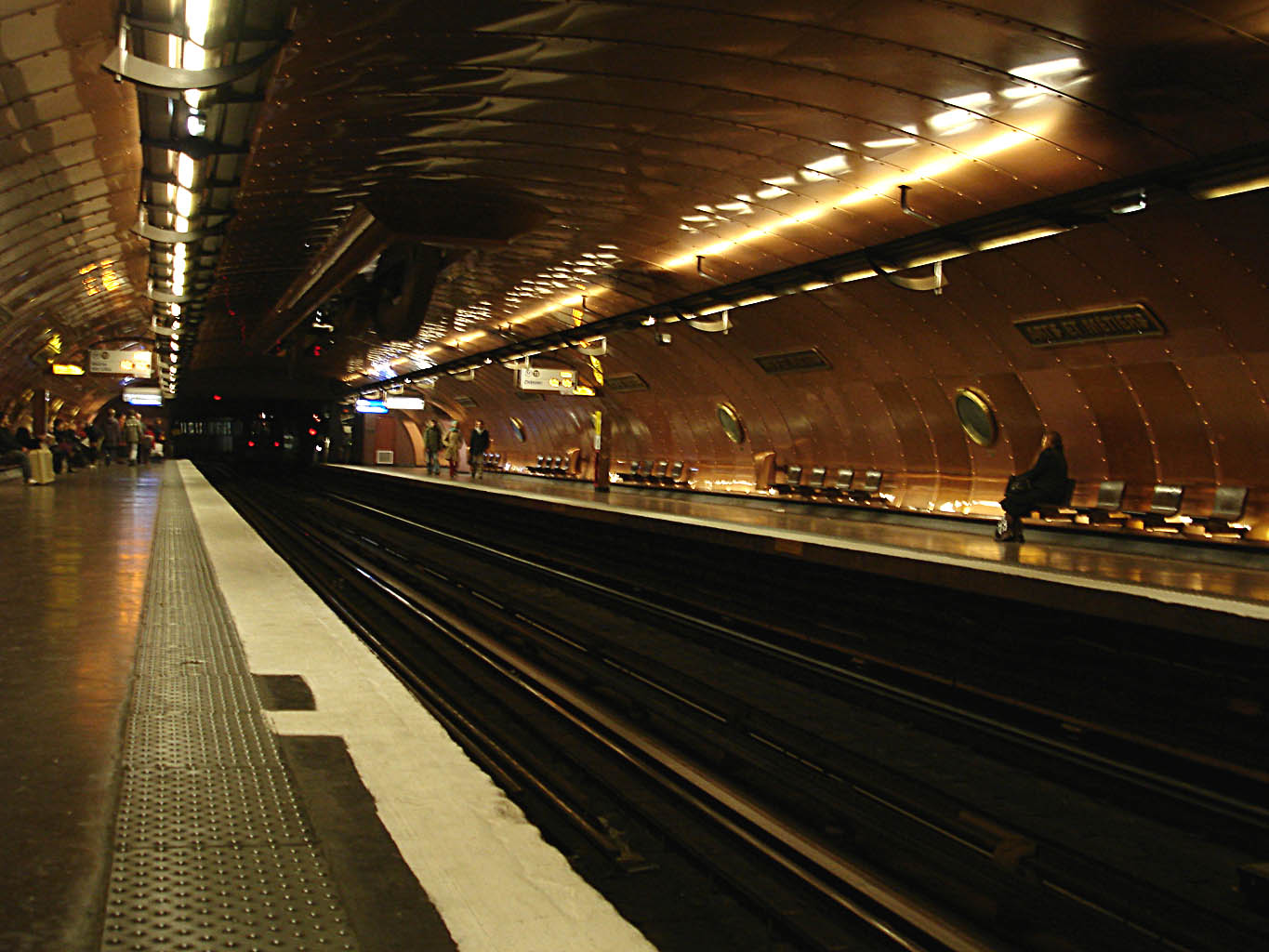
Station Arts et Métiers du métro de Paris, conçue par François Schuiten

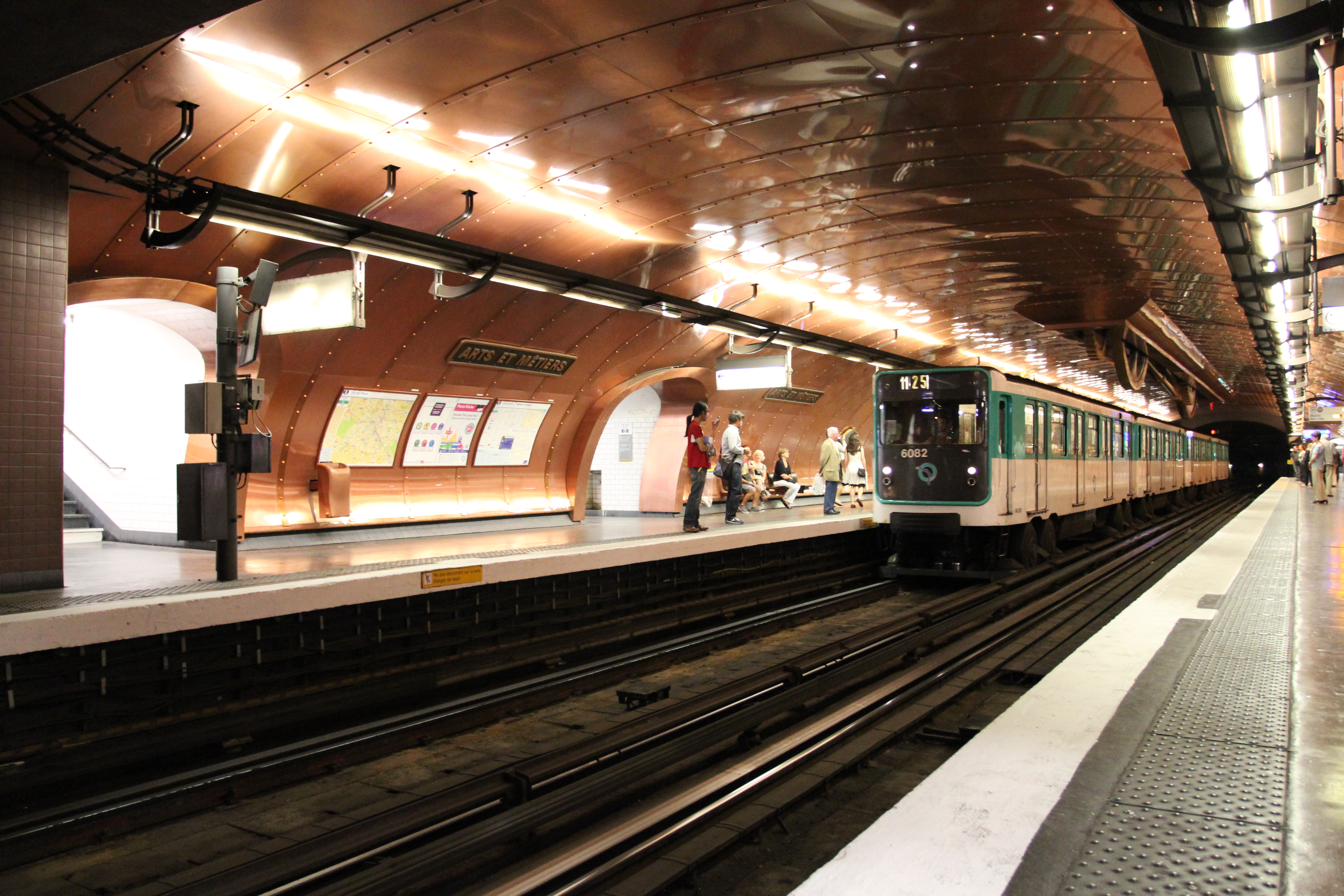
Vue générale des quais
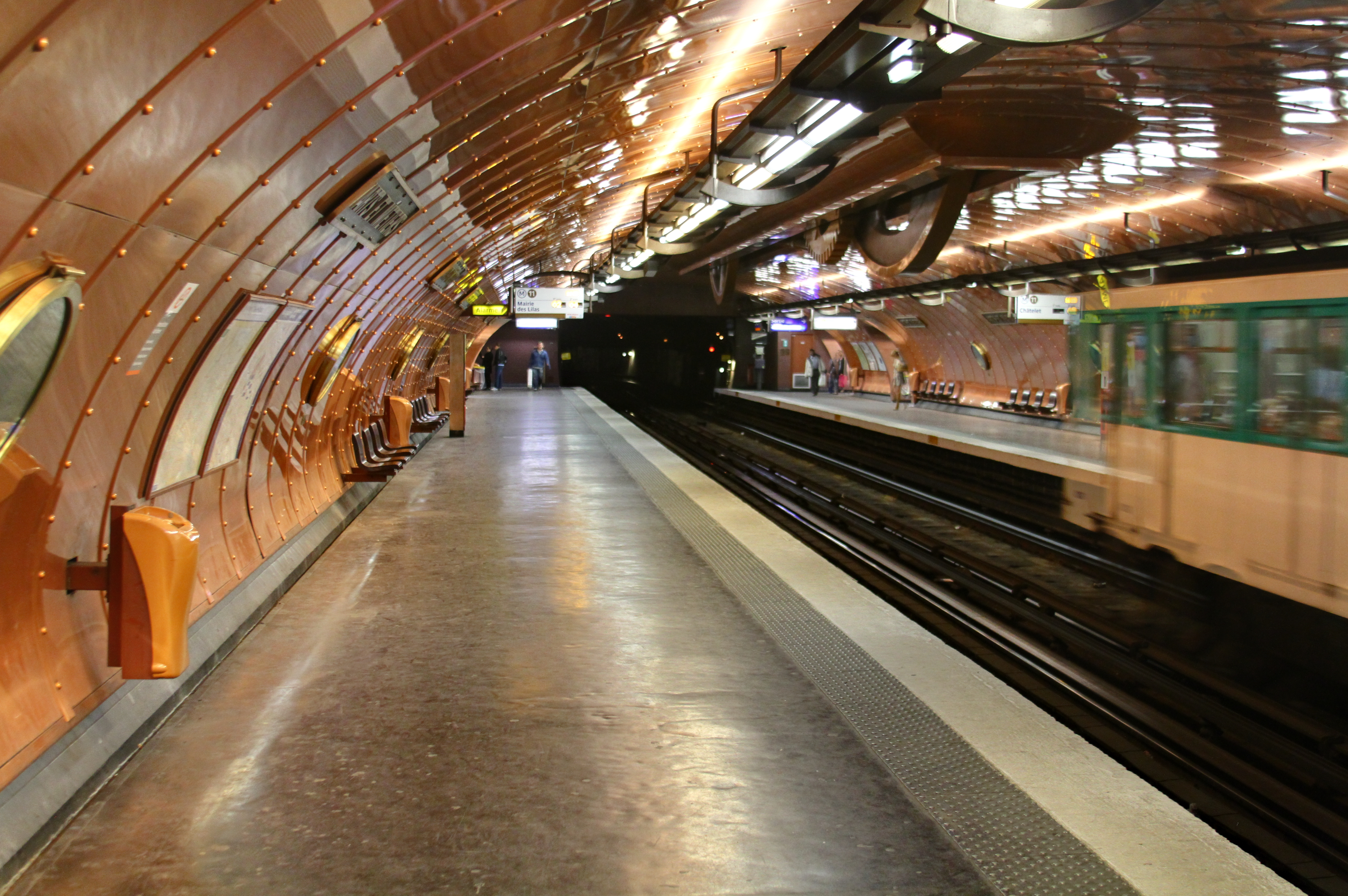
Quai direction Mairie des Lilas
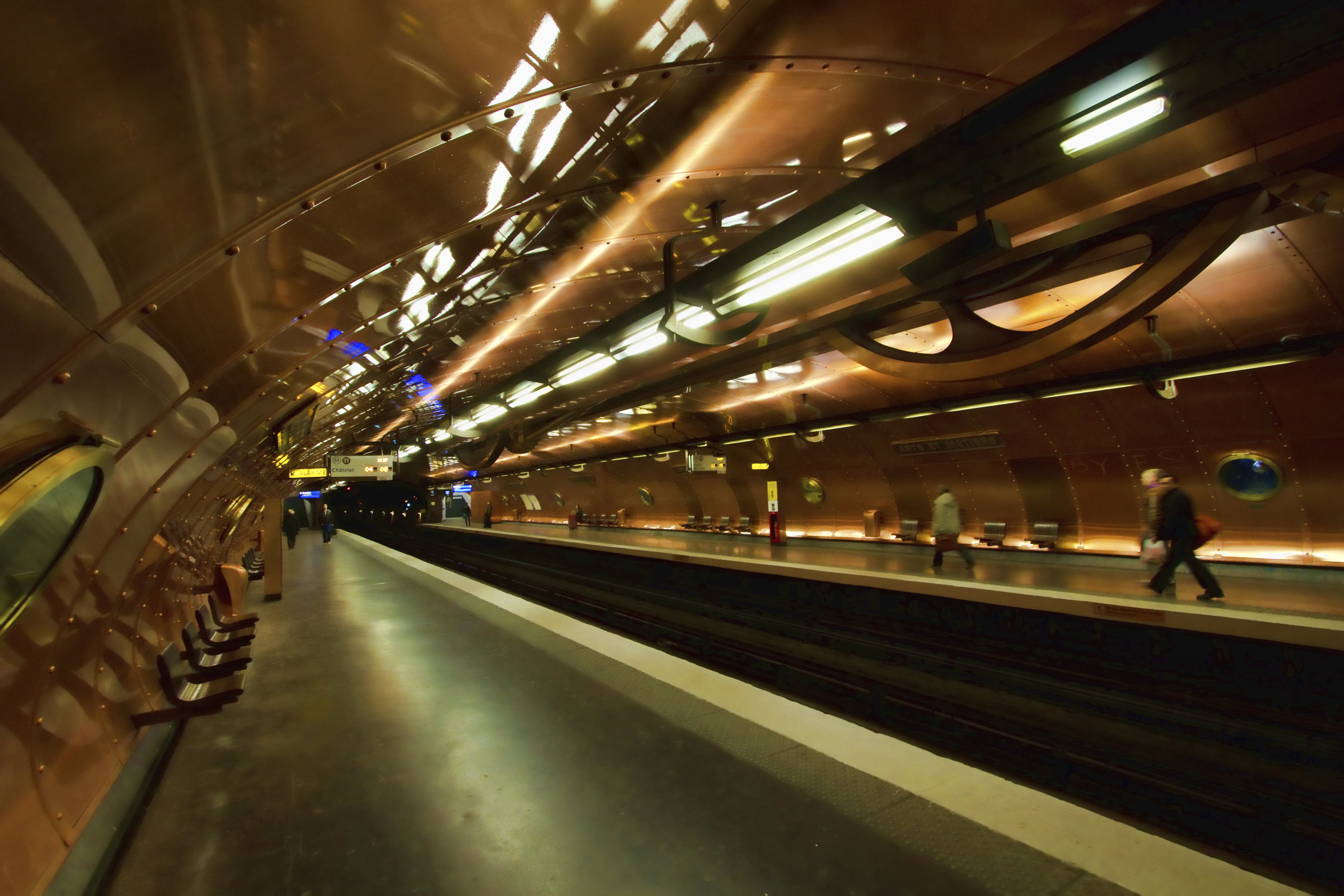
Quai direction Châtelet
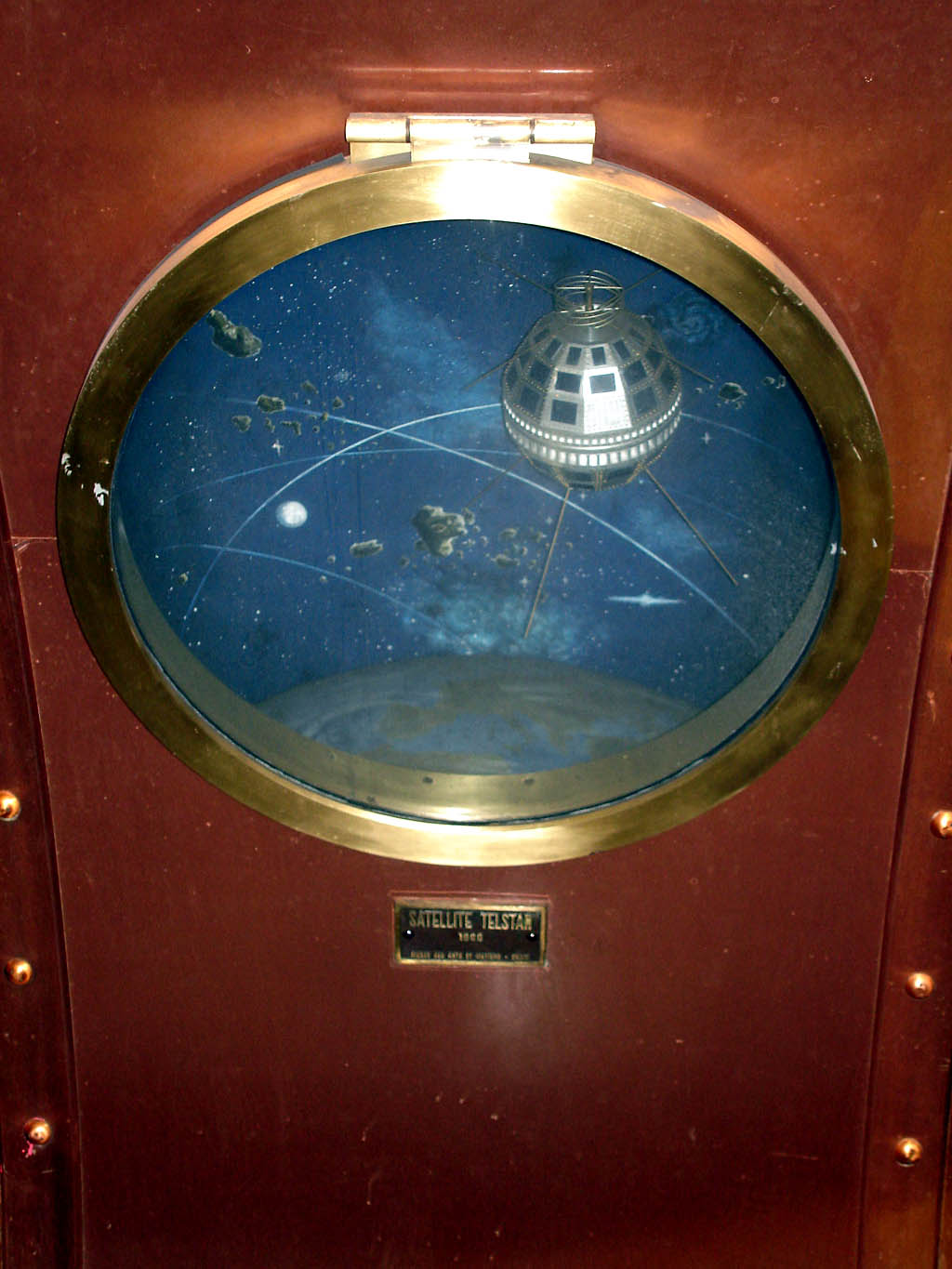
Un hublot évoquant le satellite de communication Telstar (1962)

#### Amiens et Jules Verne
En 2005, il surmonte le sommet  de la tour de la maison de Jules Verne à Amiens d'une sphère armillaire, et réalise une grande fresque en trompe-l'œil qui habille le mur mitoyen, fresque évoquant les voyages autour du monde.

En mars 2025, une sculpture en bronze (de 10 m de long et 7 m de haut) Le Nauti-Poulpe, vient compléter le dispositif rendant hommage à Jules Verne. La justification de la créature apparaît dans récit illustré Le Retour du capitaine Nemo, publié en 2023. D’abord prévu pour place de la gare, le Nauti-Poulpe surgit devant la Halle Freyssinet de Amiens. Préalablement, ce bronze — qui met en avant l’imaginaire symboliste et le fantastique bruxellois —, est exposé face au palais de Justice, place Poelaert à Bruxelles, pour une période de trois mois en novembre 2024. 

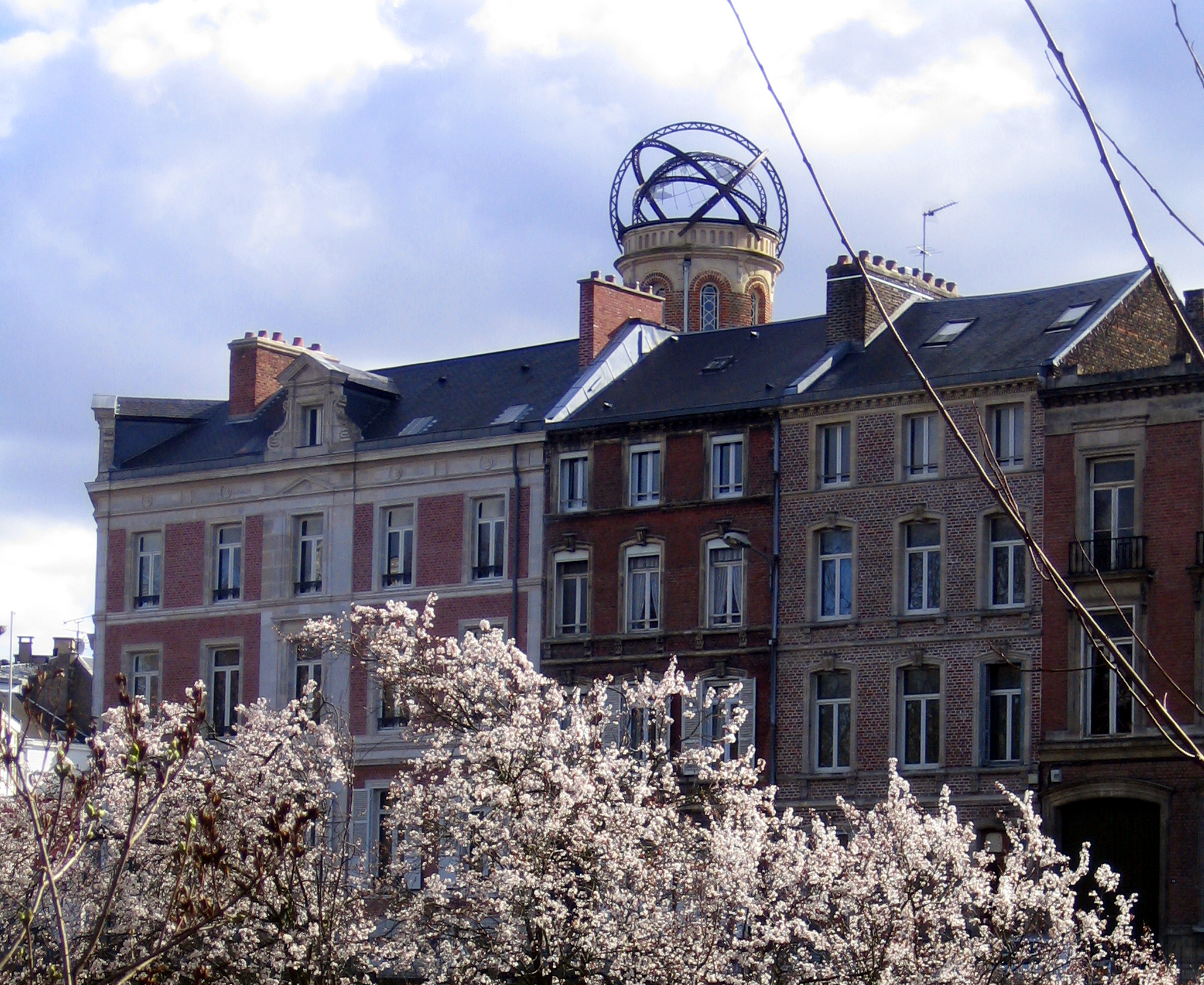
Maison de Jules Verne, boulevard Longueville à Amiens, avec la tour en brique surmontée d'une sphère armillaire métallique.

#### Bruxelles et Victor Horta
Avec Benoît Peeters et l'architecte Francis Metzger, il s'occupe de l'aménagement du premier édifice Art nouveau du grand architecte belge Victor Horta : la maison Autrique, devenue lieu d'expositions.

#### Schaerbeek et le musée «Train World»
En collaboration avec Expoduo (architectes : Véronique Carlier et Pascale Jeandrain), il conçoit la muséographie et la scénographie du musée Train World dans la gare de Schaerbeek (Bruxelles) sur une musique de Bruno Letort, inauguré par le roi Philippe de Belgique, et ouvert au public le 25 septembre 2015. Ce musée transporte le visiteur dans l'univers des chemins de fer du passé, du présent mais aussi de l'avenir. Un voyage sensoriel et inédit y est présenté et agrémenté d'histoires personnelles et passionnantes. Un projet qui a d'ailleurs inspiré l'album La Douce, le premier que Schuiten réalise en solo, et dont le « personnage » central est une locomotive à vapeur « Type 12 ».
À l’inauguration du site, et en reconnaissance de son apport, les cheminots le nomment « Chef de gare honoraire » de la gare de Schaerbeek .

## ScanPyramids
Depuis octobre 2015, il prend part au programme de recherche et d’exploration international ScanPyramids, en tant qu’artiste illustrateur.
Il est cofondateur et vice-président du HIP Institute (Heritage-Innovation-Preservation), concepteur de la mission, en partenariat avec la Ingeneer Faculty de l’université du Caire, sous l’égide du ministère des Antiquités égyptien.

## Œuvres publiées

### Bande dessinée

#### Revues
- Cinq récits courts (dessin), avec Luc Schuiten (scénario), dans Métal hurlant, 1977-1980
- Aux médianes de Cymbiola (scénario et dessin), avec Claude Renard (scénario et dessin), dans Métal hurlant, 1979-1980
- Le Rail (scénario et dessin), avec Claude Renard (scénario et dessin), dans Métal hurlant, 1981
- Deux récits courts de La Terre creuse (dessin), avec Luc Schuiten (scénario), dans (À suivre)[29], 1978-1981
- Les Cités obscures (dessin), avec Benoît Peeters (Scénario), dans (À suivre) :

1. Les Murailles de Samaris, 1982
2. La Fièvre d'Urbicande, 1983-1984
3. La Tour, 1986
4. La Route d'Armilia, 1987-1988
5. Brüsel, 1991

- La Terre creuse (dessin), avec Luc Schuiten (scénario), dans Métal hurlant, 1984
- Dolorès (scénario), avec Benoît Peeters (scénario), avec Anne Baltus (dessin), dans (À suivre), 1989-1990.

#### Albums
- Aux médianes de Cymbiola avec Claude Renard (scénario et dessin), Les Humanoïdes associés, 1980. Réédité chez Casterman en 2007, avec Le Rail, sous le titre Métamorphoses
- Les Terres creuses (dessin), avec Luc Schuiten (scénario), Les Humanoïdes associés :

1. Carapaces, 1981
2. Zara, 1985
3. Nogegon, 1990

- Le Rail, avec Claude Renard (scénario et dessin), Les Humanoïdes associés, 1982[30]
- Les Cités obscures (dessin), avec Benoît Peeters (Scénario), Casterman :

1. Les Murailles de Samaris, 1983
2. La Fièvre d'Urbicande, 1985 (Alfred du meilleur album de l’année).
3. La Tour, 1987
4. La Route d'Armilia, 1988
5. Brüsel, 1992
6. L'Enfant penchée, 1996
7. L'Ombre d'un homme[31], 1999
8. La Frontière invisible[32], deux volumes, 2002 et 2004
9. La Théorie du grain de sable, deux volumes, 2007 et 2008
10. Souvenirs de l'Éternel présent, 2009

- Revoir Paris, deux volumes, 2014[33] et 2016[34]
- La Douce, 2012
- Plagiat ![35] (scénario), avec Benoît Peeters (scénario) et Alain Goffin (dessin), Les Humanoïdes associés, 1989
- Dolorès (scénario), avec Benoît Peeters (scénario), avec Anne Baltus (dessin), Casterman, coll. « Studio (À suivre) », 1991  (ISBN 2203338369)
- Le Dernier Pharaon, avec Jaco Van Dormael (scénario), Thomas Gunzig (scénario) et Laurent Durieux (couleurs), Éditions Blake et Mortimer, 2019[36].
- Jim[37],[38],[39], Rue de Sèvres, Paris, 30 août 2023
Scénario et dessin : François Schuiten - Couleurs : noir et blanc -  (ISBN 978-2-8102-0674-2)

#### Collectifs
- Flipper trip, dans Le 9e Rêve, Louis Musin, 1977
- La Chambre, dans Le 9e Rêve, Édition des Archers, 1979
- L'Épopée de Filinor von Katseff, dans Le 9e Rêve, Éditions des Archers, 1980.
- Bruxelles - 20 ans / 20 auteurs[40], Pierre Dejemeppe, Bruxelles, septembre 1999
Scénario : Thierry Bellefroid - Dessin : collectif - Couleurs : quadrichromieÉdité à l'occasion des 20 ans de la Région Bruxelles-Capitale avec François Avril, Philippe Berthet, Émile Bravo, Renaud Collin, Nicolas de Crécy, Johan De Moor, André Geerts, Dominique Goblet, Sacha Goerg, Jean-Claude Götting, André Juillard, Régis Lejonc, Jacques de Loustal, Cédric Manche, Vincent Mathy, David Merveille, Ever Meulen, François Schuiten, Thierry Van Hasselt et Bernar Yslaire. Format à l'italienne.
- Vivre ?[41], Centre de prévention du suicide, 2010
Scénario : collectif - Dessin : collectif dont François Schuiten - Couleurs : quadrichromie,Album né de l'initiative du Centre de Prévention du Suicide à l'occasion de ses 40 ans. Dépôt légal : D/2010/12.301/1. Participation : illustration de couverture.

### Illustration
François Schuiten a dessiné d'innombrables affiches, illustrations, sérigraphies et lithographies. Il a aussi réalisé une dizaine de timbres-poste pour La Poste belge. Il a également illustré un coffret long box de Gérard Manset. Il est l'auteur de la lithographie réalisée sur commande des Chœurs de l'Union européenne, une allégorie sur les thèmes de la musique et de l'Europe.
Depuis 2015, les éditions d'illustrations sont réalisées par Atlantic 12, la société détentrice des droits de reproduction des œuvres de François Schuiten :
- The Book of Schuiten, 2004
- Christine Coste (texte), Bruxelles, itinéraires, Casterman / Lonely Planet, 2010. Un des premiers volumes d'une nouvelle collection de guides touristiques, mêlant les visions personnelles d'illustrateurs et d'auteurs.
- Les Mers perdues, avec Jacques Abeille, Attila, 2010.
- Les Serres chaudes, 2014.

#### Ouvrages desCités obscures
Prenant place dans le cycle des Cités obscures sans être des bandes dessinées, ces ouvrages, parfois édités à tirage limité, ont été écrits par Benoît Peeters et illustrés par François Schuiten
- Le Mystère d'Urbicande, 1985
- L'Archiviste, 1987
- L'Encyclopédie des transports présents et à venir, 1988
- Le Musée A. Desombres, 1990. Un CD en plus d'un album illustré
- Souvenirs de l'Éternel présent, 1993
- L'Écho des Cités, 1993
- Mary la penchée, 1995
- Le Dossier B., film de 1995, édité en 2007 aux éditions Les Impressions nouvelles
- Le Guide des Cités, 1996.  — Prix spécial du jury des prix Max et Moritz en 1998.
- Voyages en Utopie, 2000  (ISBN 2-203-34313-3)
- L'Étrange cas du docteur Abraham, 2001  (ISBN 2-203-97303-X)
- L'Affaire Desombres, 2002. Musique de Bruno Letort. Livret + DVD de 90 min
- Les Portes du possible[9], Casterman, 2005  (ISBN 2-203-34322-2)
- L'Atelier de Schuiten-Peeters, 2008  (ISBN 2-916328-12-2).
- Le Retour du Capitaine Nemo[43],[44], Casterman, 2023  (ISBN 9782203254398).

## Expositions

### Expositions individuelles
- François Schuiten, Lumières sur les Cités, au Centre de la gravure et de l'image imprimée à La Louvière du 3 octobre 2015 au 7 février 2016.
- Le Retour du Capitaine Nemo[45], galerie Champaka, Bruxelles du 30 novembre au 28 décembre 2024.
- Urbicande – L’enquête sans fin, Centre d'Art de Rouge-Cloître à Auderghem du 18 avril au 1er juin 2025[46].

### Expositions collectives
- Plan à 3 – La bande dessinée francophone européenne

1. Palais de la Bourse, 8 et 9 juin puis à l'Hôtel de région Auvergne-Rhône-Alpes de Lyon du 18 juillet au 18 août 2019 ;
2. Centre Wallonie-Bruxelles (Paris)[47], 16 octobre au 10 novembre 2019[48] ;
3. Institut français du Liban[49], Saïda du 16 avril au 18 juin 2022 ;
4. Planche à 3, Le Manège[50], Onex (Genève) du 17 au 26 mars 2023.

## Honneurs
François Schuiten, a été anobli le 21 juillet 2002 avec le titre de baron par le roi Albert II.

## Réception

### Distinction
- 24 novembre 2015 : nommé Chef de gare honoraire de la Gare de Schaerbeek (Train World).

### Prix et récompenses
- 1981 :  Grand Prix Saint-Michel[52] pour Aux médianes de Cymbolia (Métamorphoses, t. 1), avec Claude Renard (Belgique) ;
- 1984 :  prix des lecteurs de Bédésup, catégorie « meilleure recherche graphique », pour Les Murailles de Samaris (avec Benoît Peeters)[53] (France) ;
- 1985 :  Alfred du meilleur album au festival d'Angoulême[54], pour La Fièvre d'Urbicande (Les Cités obscures), avec Benoît Peeters (France) ;
- 1988 :  prix spécial du jury des prix Max et Moritz[52], pour Le Guide des Cités, avec Benoît Peeters (Allemagne) ;
- 1996 :  prix Inkpot[52], pour l'ensemble de son œuvre (États-Unis) ;
- 1999 :  prix géant de la BD décerné par la Chambre belge des experts en bande dessinée[55] partagé avec Benoît Peeters ;
- 2002 :  Grand prix de la ville d'Angoulême, pour l'ensemble de son œuvre[56] (France) ;
- 2012 :  prix Gaiman[5] (Japon) ;
- 2019 :  prix Atomium de Bruxelles avec Jaco Van Dormael, Thomas Gunzig et Laurent Durieux[57] ;
- 2023 :  Grand Prix de la BD, pour l’ensemble de sa carrière, décerné par le jury de l’Académie Victor Rossel[58].

#### Livres
- Michel Jans, Jean-François Douvry, Thierry Groensteen et Gilles Ratier, Schuiten et Peeters : autour des cités obscures, Saint-Égrève, Mosquito, coll. « Bulles Dingues ! » (no 28-29), 1994, 176 p., ill. ; 24 cm (ISBN 9782908551051 et 2908551055, OCLC 489743629, présentation en ligne).
- Jean Pirotte (dir.) et Luc Courtois, Du régional à l'universel. : L'imaginaire wallon dans la bande dessinée., Louvain-la-Neuve, Fondation wallonne Pierre-Marie et Jean-François Humblet, 1999, 310 p. (ISBN 978-2-9600072-3-7 et 2960007239, OCLC 1075833932), p. 249 lire sur Google Livres
- Philippe Marion, Schuiten filiation, Louvain-la-Neuve, Versant Sud, 2009, 176 p., ill. ; 31 cm (ISBN 9782930358406 et 2930358408, OCLC 495411944, présentation en ligne)
- Patrick Gaumer, « Schuiten, François », dans Dictionnaire mondial de la BD, Paris, Larousse, 2010, 953 p., ill. ; 27 cm (ISBN 978-2-0358-4331-9 et 2-0358-4331-6, OCLC 920924930, présentation en ligne), p. 759-760.
- (nl) Jan Hoet et Dany Vandenbossche, « François Schuiten », dans De wereld van de strips in originelen [« Le Monde de la bande dessinée en originaux »], Bruxelles, Vlaams Parlement, 2013, 68 p., PDF (OCLC 901366732, lire en ligne), p. 59.
- Thierry Bellefroid, François Schuiten : L'Horloger du rêve (Monographie consacrée à l'œuvre de François Schuiten), Bruxelles, Casterman, 8 novembre 2013, 400 p. (ISBN 978-2-203-06305-1, présentation en ligne)

#### Périodiques
- Thierry Groensteen, « Plus dure sera la chute », Les Cahiers de la bande dessinée, Glénat, no 56,‎ janvier-février 1984, p. 87-90.
- Olivier Tissot et Alex Willem, « Bibliographie », DBD, no 14 (cahier no 2),‎ mars 2002, p. 39-50.

#### Articles
- Yves-Marie Labé, « François Schuiten, prince d'Angoulême », Le Monde des Livres,‎ 24 janvier 2003 (lire en ligne, consulté le 8 avril 2023)
- Gilles Ratier, « Le devoir de transmission selon François Schuiten : première partie », BDzoom,‎ 30 avril 2013 (lire en ligne)
- Gilles Ratier, « Le devoir de transmission selon François Schuiten : deuxième partie », BDzoom,‎ 7 mai 2013 (lire en ligne).

### Interviews
- François Schuiten, « int. par Mony Elkaïm », Les Cahiers de la BD, no 87,‎ décembre 1989, p. 24-31.
- François Schuiten (int. Stanislas Sinclair), « Entretien avec François Schuiten », dans L'Indispensable no 2, octobre 1998, p. 7-14.
- François Schuiten (interviewé par Christian Marmonnier), « Le Rêveur de mondes », DBD, no 14 (cahier n°2),‎ mars 2002, p. 3-38.
- François Schuiten (interviewé par Céline Bagault), « François Schuiten, la mécanique de l’horloger », BoDoï,‎ 12 novembre 2013 (lire en ligne).
- François Schuiten (interviewé), « Interview de François Schuiten, à propos de « Jim » », La Mouette hurlante,‎ 28 septembre 2023 (lire en ligne, consulté le 13 novembre 2024).
- François Schuiten (interviewé par Alexis Seny), « Sacré duo que Jim et François (Schuiten), au-delà du deuil: « Dessiner, je n’ai plus fait que ça, jour et nuit, par peur que les émotions s’enfuient, pour saisir ce qui est fragile » », Branchés Culture,‎ 12 novembre 2023 (lire en ligne, consulté le 13 novembre 2024).

### Vidéographie
- [vidéo] « François Schuiten et Benoît Peeters - Les architectes de la bande dessinée (1990) », sur YouTube
- [vidéo] « François Schuiten : comment dessiner "Mortimer" dans "Le dernier pharaon" », sur YouTube
- [vidéo] « Recontre (sic) avec François Schuiten », sur YouTube